# Архиепархия Телличерри
Архиепархия Телличерри (лат. Archieparchia Tellicherriensis, малаял.  തലശേരി അതിരൂപത) — архиепархия Сиро-малабарской католической церкви c центром в городе Телличерри, Индия. В митрополию Телличерри входят епархии Белтангади, Бхадравати, Манантавади, Мандьи, Тамарассерри. Кафедральным собором архиепархии Телличерри является церковь святого Иосифа.

## История
31 декабря 1953 года Римский папа Пий XII издал буллу Ad Christi Ecclesiam, которой учредил епархию Телличерри, выделив её из епархии Каликута. В этот же день епархия Телличерри вошла в митрополию Эрнакулама (сегодня — Архиепархия Эрнакулам — Ангамали).
1 марта 1973 года и 28 апреля 1986 года епархия Телличерри передала часть своей территории для возведения новых епархий Манантавади и Тамарассерри.
18 мая 1995 года Римский папа Иоанн Павел II издал буллу Spirituali bono, которой возвёл епархию Телличерри в ранг архиепархии.
24 апреля 1999 года архиепархия Телличерри передала часть своей территории для возведения новой епархии Белтангади.

## Ординарии архиепархии
- епископ Sebastian Valloppilly (16.10.1955 — 18.02.1989);
- архиепископ George Valiamattam (18.02.1989 — 29.08.2014)
- архиепископ George Njaralakatt (с 29.08.2014).

## Источник
- Annuario Pontificio, Ватикан, 2007
- Булла Ad Christi Ecclesiam Архивная копия от 3 сентября 2013 на Wayback Machine, AAS 46 (1954), стр. 385  (лат.)
- Булла Spirituali bono Архивная копия от 14 декабря 2013 на Wayback Machine  (лат.)